# Die Blutritter
Die Blutritter ist ein Dokumentarfilm des Regisseurs Douglas Wolfsperger aus dem Jahr 2003. Der Kinostart in Deutschland erfolgte am 30. September 2004.

## Handlung
Der Film begleitet Protagonisten und Beobachter des Blutritts in Weingarten, der größten Reiterprozession Europas mit bis zu 3.000 Reitern und 30.000 Pilgern. Katholiken aus ganz Oberschwaben nehmen aktiv an dieser Prozession teil. Der Film zeigt unter anderem einen Landmetzger und seine Familie, ein Imker-Paar, einen praktizierenden Indianerfreund aus Waldburg, den Brauchtumsforscher und Museumsgründer Jürgen Hohl, einen Klosterbruder und den Abt des Klosters Weingarten.
Wolfsperger entwirft mit ironischen Zwischentönen ein facettenreiches Gesellschaftsbild über Volksfrömmigkeit und Folklore hinaus und dringt zu existenziellen Fragen über Glauben, Partnerschaft und Tod vor.

## Pressestimmen
- Der Papst kann einpacken. Gegen den Blutfreitag im oberschwäbischen Weingarten nehmen sich Vatikan-Zeremonien nachgerade kümmerlich aus. „Die Blutritter“, ein katholisches Spektakel: ein Stück Archaik mitten in der Moderne, mysteriös, verzopft, schrullig, banal, urkomisch. (Tagesspiegel, Christiane Peitz)[2]

- […] das Ergebnis einer Seelen- und Menschenstudie, die derb und voller Trauer, hübsch und humorvoll ist. Den Blutritt selbst […] drängt Wolfsperger auf seine Symbolik zusammen. Dabei verknüpft er die Heilig-Blut-Reliquie mit grausigen Realitäten: Während die Blutreiter über die Bedeutung sprechen, die das aufbewahrte Blut Christi für ihr Leben hat, werden die Szenen einer Schlachtung eingeblendet. Blut als Symbol des Schutzes und der Vergebung vereint sich mit seiner verschwiegenen Kehrseite: mit Grausamkeit und Leiden. (Schwäbische Zeitung, Harald Ruppert)

- […] Wolfsperger lässt seine Figuren erzählen, ihre teils politisch nicht sonderlich korrekten Ansichten unkommentiert und verzichtet gänzlich darauf, sich über sie lustig zu machen. Dabei ist sein Film voll von allen erdenklichen Formen der Situationskomik, die allerdings nie zu Lasten der Figuren gehen. (Filmdienst)

- […] inszeniert mit einem Hauch von Western-Romantik. Regisseur Douglas Wolfsperger mystifiziert Tradition und Brauchtum mit den Mitteln des Spielfilms. Grotesk und unterhaltsam ist das. Ein wahrhaft gelungenes Porträt eines bemerkenswerten Menschenschlags. (BR – Kino Kino)

- Das Fremde kann so nah sein. Für ethnografische Filme über die seltsamen Gebräuche exotischer Stämme […] reicht zum Beispiel Oberschwaben und das Städtchen Weingarten bei Ravensburg... ein Mikrokosmos zwischen finsterstem Mittelalter und brandaktueller Gegenwart... Wolfsperger und sein Kameramann Igor Luther […] beweisen einen sicheren Instinkt für die unscheinbaren Ungeheuerlichkeiten. […] Das Alltägliche und das Unglaubliche, das Anziehende und das Abstoßende steigern sich wechselseitig immer wieder ins absurd Komische. (Süddeutsche Zeitung, H.G.Pflaum)

- Dass der Film so homogen und atemberaubend lebendig geriet, wie es sonst nur Spielfilme sind, das bestimmt den Rang von Wolfspergers Arbeit. (Cine-Art)

- Es gibt kaum einen deutschen Filmemacher, der die Menschen so gut zum Sprechen bringt wie Douglas Wolfsperger. (Südkurier, Tilmann P. Gangloff)

- […] wunderschön fotografiert von Kameramann Igor Luther und untermalt mit der Musik von Haindling alias Hans-Jürgen Buchner. (Abendzeitung, München)

## Festivals
- 57. Internationales Filmfestival Locarno, Uraufführung am 12. August 2004 in der Reihe „Semaine de la critique“
- Internationales Dokumentarfilmfestival Leipzig, 19.–24. Oktober 2004
- 17. Internationales Dokumentarfilm Festival Amsterdam (IDFA), 18.–28. November 2004
- German Film Festival, London, 25. November–2. Dezember 2004
- International Film Festival of India, Goa, 29. November–9. Dezember 2004
- German Film Festival, Dublin, 13. Dezember 2004
- Würzburger Filmwochenende, 20.–23. Januar 2005